# Īrveh
Īrveh (persiska: ایروه, يروَند) är en ort i Iran.   Den ligger i provinsen Lorestan, i den centrala delen av landet, 400 km sydväst om huvudstaden Teheran. Īrveh ligger 1 263 meter över havet och antalet invånare är 216.
Terrängen runt Īrveh är varierad.Runt Īrveh är det ganska glesbefolkat, med 29 invånare per kvadratkilometer. Närmaste större samhälle är Bīsheh, 12,5 km norr om Īrveh. Omgivningarna runt Īrveh är i huvudsak ett öppet busklandskap.